# Passage Gauthier
Le passage Gauthier est une voie du 19e arrondissement de Paris, en France.

## Situation et accès

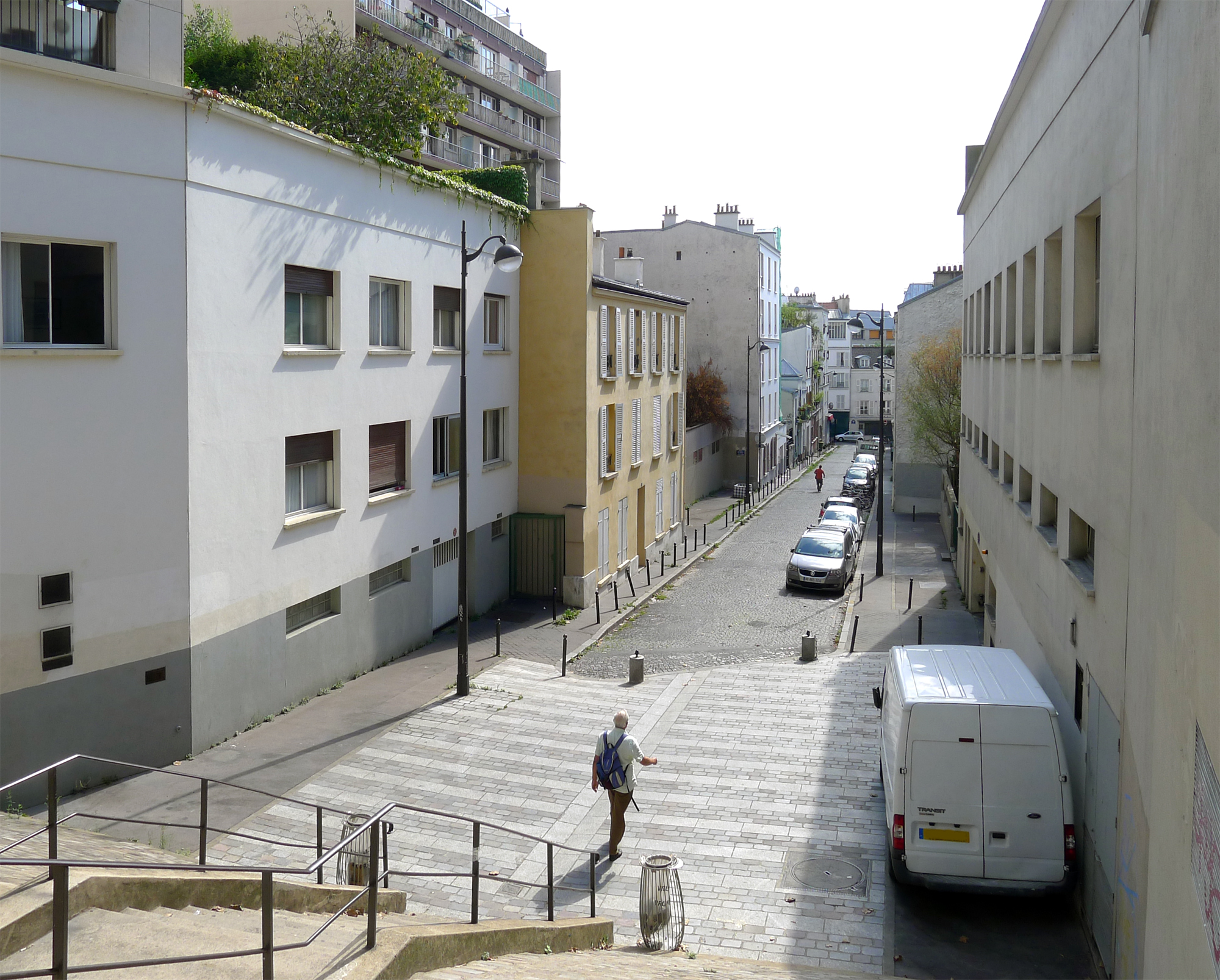
Passage Gauthier et ses escaliers.

Le passage Gauthier est situé dans le 19e arrondissement de Paris. Il débute au 63, rue Rébeval et se termine au 35, avenue Simon-Bolivar. Comme le passage se trouve en contrebas de cette dernière avenue, les deux voies communiquent par un escalier.

## Origine du nom
Cette voie est nommée d'après le nom du propriétaire des terrains sur lesquels elle a été ouverte.

## Historique
Cette voie de l'ancienne commune de Belleville, connue sous le nom de « chemin du Moulin de la Galette » dont le classement dans la voirie parisienne a été ajourné en 1863, porte depuis 1880 sa dénomination actuelle. 
Le passage est classé dans la voirie parisienne par un arrêté du 5 août 1966.